# Рупрехт I фон Рандек
Рупрехт I фон Рандек (на немски: Ruprecht I von Randeck; * пр. 1351; † 1373/1380) от швабския благороднически род фон Рандек, е господар на замък Рандек в Рейнланд-Пфалц.

## Произход и наследство
Той е големият син на Готфрид IV фон Рандек († 1345/1347) и съпругата му Жанета/Шонета фон Фльорхинген († сл. 1361), дъщеря на Филип III фон Фльорхинген († 1346) и Ерменгарда де Хунолщайн († 1337). Внук е на Еберхард II фон Рандек († 1326) и Ида фон Нах-Шварценберг († сл. 1336). Брат е на Готфрид VI фон Рандек († сл. 1364).
С Адам фон Рандек фамилията фон Рандек измира по мъжка линия през 1537 г. Наследници са роднините им „Льовенщайн наречени Рандек“ (измират 1664) и „фон Флерсхайм“, в която фамилия е омъжена последната дъщеря-наследничка.

## Фамилия
Рупрехт I фон Рандек се жени за Елизабет Кемерер фон Вормс († 15 декември 1388), дъщеря на Йохан Кемерер фон Вормс († 1363) и Елизабет фон Роденщайн. Те имат един син:
- Рупрехт II фон Рандек († 1400), женен за Маргарета Байер фон Бопард (* пр. 1404; † сл. 1438); баща на:
  - Маргарета фон Рандек († 9 юли 1489), омъжена ок. 1430 г. за рицар Фридрих фон Флерсхайм († 1473).

Елизабет Кемерер фон Вормс се омъжва или е била омъжена за фогт Йохан I фон Хунолщайн, господар на Цюш († 2/26 май 1396).